# اوکرلیزومب
اوکرلیزومب (انگلیسی: Ocrelizumab) یک پادتن مونوکلونال علیه CD20 است که آنها را بر روی سطح لنفوسیت‌های بی هدف قرار می‌دهد و در نتیجه نوعی داروی سرکوب‌کننده سیستم ایمنی محسوب می‌شود. اوکرلیزومب به یک اپیتوپ متصل می‌شود که با اپیتوپ متصل‌شونده با ریتوکسی‌مب هم‌پوشانی دارد.
این دارو را سازمان غذا و داروی آمریکا در مارس ۲۰۱۷ میلادی برای درمان ام‌اس تأیید کرد و نخستین داروی پذیرفته شده برای درمان «ام‌اس پیش‌روندهٔ اولیه» است. اوکرلیزومب را شرکت جننتک که از زیرمجموعه‌های هوفمان-لا روش است تولید و بازاریابی می‌کند. و در ابتدا گفته میشد که درمان ام اس است ولی بعداً این را تکذیب کردند  هنگامِ ورود به بازار، هزینهٔ سالیانهٔ این دارو $۶۵٬۰۰۰ دلار آمریکا بود (برای دو تزریق در سال). اوکرلیزومب در سال ۲۰۱۸ جهت مصرف در اتحادیه اروپا مورد پذیرش واقع شد.

## مصارف پزشکی
اوکرلیزومب برای درمان انواع «عودکننده» یا «پیشروندهٔ اولیه» ام‌اس به‌کار می‌رود. این دارو به‌طریق تزریق آهستهٔ وریدی تجویز می‌شود.

## موارد منع مصرف
اوکرلیزومب را نباید در کسانی که حساسیت دارویی شدید به آن دارند یا مبتلا به هپاتیت ب هستند، استفاده شود. کسانی که دچار هرگونه بیماری عفونی هستند، باید صبر کنند تا بیماری‌شان بهبود یابد و سپس از اوکرلیزومب استفاده کنند. این دارو بر روی زنان حامله آزمایش نشده و بر پایهٔ مطالعات حیوانی به نظر می‌رسد که در دوران حاملگی بی‌خطر نباشد. اوکرلیزومب در شیر مادر ترشح می‌شود اما اثرات آن بر شیرخواران نامشخص است.

## عوارض جانبی
برپایهٔ نتایج به‌دست‌آمده از کارآزمایی‌های بالینی فاز ۳، شایع‌ترین عارضهٔ جانبی دارو، تحریک در محل تزریق (خارش، راش، کهیر)، و همچنین گُرگرفتگی، تحریک دهان و گلو، تب، خستگی، تهوع، تندتپشی، سردرد و سرگیجه بوده‌است. 
خطر ابتلا به عفونت در اثر مصرف این دارو بالا می‌رود از جمله عفونت‌های دستگاه تنفسی، هرپس، هپاتیت ب و این خطر در مقایسه با مصرف اینترفرون بتا-۱ای بیشتر است. همچنین احتمال ابتلا به لکوانسفالوپاتی چندکانونی پیش‌رونده که ناشی از نوعی ویروس است، افزایش می‌یابد.